# كريستيان الأول (بالاتينات-بيركنفلد-بيشفايلر)
كريستيان الأول (3 نوفمبر 1598 - 6 سبتمبر 1654) كان دوق بيركنفيلد-بيشفايلر منذ 1600 حتى 1654، فهو ابن الأصغر لوالده كارل الأول كونت بالاتينات-تسفايبروكن-بيركنفلد وزوجته دوروثيا من براونشفايغ-لونيبورغ حفيدة كريستيان الثالث ملك الدنمارك والنرويج، بعد وفة والده تم تقسيم الأراضي، واستلم كريستيان الأراضي المحيطة حول بيستشويلير (الألمانية:Bischweiler/ بيشفايلر) في الألزاس (تقع اليوم في فرنسا)، قاتل كريستيان في حرب الثلاثين عاما، وتوفي كريستيان في نوينشتاين، ودفن في بيشفايلر.

### الذرية
تزوج كريستيان في 14 نوفمبر 1630 من ابنة عمه ماغدالين كاثرين من بالاتينات-تسفايبروكن (26 أبريل 1607 - 20 يناير 1648)؛ ابنة الدوق يوهان الثاني، وأنجبت له:
1. ابن (13 سبتمبر 1631)
2. غوستاف أدولف (2 يوليو - 4 أغسطس 1632)
3. يوهان كريستيان (16 يونيو - 19 أغسطس 1633)
4. دوروثيا كاثرين (3 يوليو 1634 - 7 ديسمبر 1715)؛ تزوجت من يوهان لودفيغ كونت ناساو-أوتفايلر، لهم ذرية.
5. لويز صوفي (16 أغسطس 1635 - 25 سبتمبر 1691)
6. كريستيان الثاني (1637 - 26 أبريل 1717)، خليفة والده، من نسله ملوك بافاريا.
7. يوهان كارل (17 أكتوبر 1638 - 21 فبراير 1704)؛ أصبح كونت غيلنهاوزن، ومن نسله دوقات في بافاريا التي تنتسب إليها إليزابيث إمبراطورة النمسا وإليزابيث ملكة بلجيكا.
8. آن ماغدالين (14 فبراير 1640 - 12 ديسمبر 1693)؛ تزوجت من يوهان راينهارد الثاني كونت هاناو-ليشتنبرغ، لهم ذرية.
9. كلير سيبيل (20 فبراير 1643 - 27 مارس 1644).

بعد وفاة زوجته تزوج كريستيان ثانية من الأرملة ماريا يوهانا من هيلفنشتاين (1607-1648)؛ انجبت له ابن ميت.